# Upplands runinskrifter ATA7269/60D
Upplands runinskrifter ATA7269/60D är två vikingatida runstensfragment av röd gävlesandsten som hittades vid Eds kyrka i Eds socken och Upplands Väsby kommun. De två fragmenten är 33 gånger 20 respektive 18 gånger 16 centimeter stora. 1959 påträffades U ATA7269/60D och ett antal andra runstensfragment på olika ställen i kyrkogårdsmuren. Sedan 1960 förvaras de i hembygdsgården Runby i Upplands Väsby.

## Inskriften
Translitterering av runraden:
§A ...r × ok × e... 
§B ...r-...
Normalisering till runsvenska:
§A ... ok ... 
§B ...
Översättning till nusvenska:
§A ... och ... 
§B ...